# Agencia Andaluza de Cooperación Internacional
La Agencia Andaluza de Cooperación Internacional para el Desarrollo (AACID) tiene como objetivo optimizar, en términos de eficacia y economía, la gestión de los recursos públicos que la Administración de la Junta de Andalucía destina a la cooperación internacional para el desarrollo.
Entre sus funciones destacan las siguientes:
- Prestar asesoramiento al Consejo de Gobierno
- Proponer a la Consejería de la Presidencia el Plan Andaluz de Cooperación para el Desarrollo, los Planes Anuales y los Programas Operativos.
- Ejecutar el Plan Andaluz de Cooperación para el Desarrollo, los Planes Anuales y los Programas Operativos.
- Gestionar todos los recursos económicos y materiales que el conjunto de la Junta de Andalucía, incluyendo empresas públicas y organismos, destine a la cooperación internacional para el desarrollo.
- Gestionar líneas de ayuda de la Administración de la Junta de Andalucía.
- Gestionar el Registro de Agentes de la Cooperación Internacional para el Desarrollo.
- Fomentar la actividad y la participación de los diferentes agentes andaluces y facilitar la integración y la coordinación de los agentes de la cooperación bajo los principios de complementariedad y calidad.